# Ліззі Каплан
Елізабет Енн Каплан (30 червня 1982 , Лос-Анджелес, Каліфорнія ) — американська акторка, відома за фільмами «Погані дівчиська» (2004), «Монстро» (2008) та «Ілюзія обману 2» (2016). Номінантка на премію «Еммі» і «Супутник» (за роль у серіалі «Майстри сексу») та інші.

## Раннє життя
Народилася 30 червня 1982 в Лос-Анджелесі, Каліфорнія в єврейській родині. Її батько — адвокат, а мати — політична радниця. У неї є старший брат і сестра. Її мати померла від хвороби, коли їй було 13 років . Навчалася в середній школі Олександра Гамільтона в Лос-Анджелесі.

## Кар'єра
Її акторська кар'єра розпочалася на телебаченні з маленької ролі Сари в серіалі «Диваки і навіжені». Після цього вона була запрошена на ток-шоу Шерон Осборн. Ліззі знялася в музичному кліпі Джейсона Мреза «You and I Both». Також на телебаченні знялася в серіалі «Таємниці Смолвіля». Вона дебютувала в ньому 6 листопада 2001 року, граючи Тіну Грір в епізоді під назвою «Рентген». Пізніше з'явилася в цій ролі 11 січня 2003 року в епізоді «Зовнішність».
До 2004 року досвід у акторки був уже великий, а ось помітних ролей не було. І от у неї з'являється помітна роль у фільмі «Погані дівчиська». Там вона грала Дженіс Ієн (названу на честь співака й поета Дженіса Ієна). У цьому фільмі з нею знімалися Рейчел Мак-Адамс, Аманда Сейфрід і Ліндсі Лоан. У другому сезоні серіалу «Поклик Тру» вона грає Ейвері Бішоп, подругу Тру Девіс, роль якої виконує Елайза Душку.
Каплан разом з Джейсоном Ріттером на People's Choice Award в січні 2007 року представляли переможця в номінації «Кращий саундтрек з кінофільму».
Каплан з'явилася в проєкті Дж. Дж. Абрамса «Монстро» в ролі Марлени Даймонд. Також вона знялася у фільмі «Дівчина мого найкращого друга», де зіграла Емі, сусідку Алексіс по кімнаті, яку грає Кейт Гадсон. На екрани фільм вийшов 19 вересня 2008 року. Знімалася в серіалі «Реальна кров».
Ліззі Каплан була номінована на премію Сатурн за роль у фільмі «Монстро».
Каплан також зіграла головну роль Вірджинії Джонсон в серіалі «Майстри сексу».

## Особисте життя
З 2006 до 2012 року Каплан зустрічалася з актором Меттью Перрі . У вересні 2017 року Каплан вийшла заміж за актора Томом Райлі після двох років стосунків.

## Фільмографія
| Рік       |    | Українська назва              | Оригінальна назва              | Роль                                                                    |
| --------- | -- | ----------------------------- | ------------------------------ | ----------------------------------------------------------------------- |
| 2025      | ф  | Ілюзія обману 3               | Now You See Me 3               | Лула Мей                                                                |
| 2023      | ф  | Павутиння                     | Cobweb                         | Керол                                                                   |
| 2022      | с  | Флейшман в біді               | англ. Fleishman Is in Trouble  | Тобі Флейшман (8 епізодів)                                              |
| 2021      | мс | Корпорація змов               | Inside Job                     | Ріган Рідлі / Reaganbot (голос, 10 епізодів)                            |
| 2019—2020 | с  |                               | Truth Be Told                  | Джозі Бурман / Джозі Бурман (8 епізодів)                                |
| 2019      | с  | Касл-Рок                      | Castle Rock                    | Енні Вілкс (2-й сезон)                                                  |
| 2019      | кф |                               | The Toll Road                  | Емілі                                                                   |
| 2018      | с  |                               | Das Boot                       | Карла Монро (8 епізодів)                                                |
| 2018      | ф  | Занепад цивілізації           | Extinction                     | Еліс                                                                    |
| 2017      | ф  | Горе-творець                  | The Disaster Artist            | камео                                                                   |
| 2017      | с  |                               | I'm Sorry.                     | Джессіка (1 епізод)                                                     |
| 2017      | с  | (мінісеріал)                  | Ill Behaviour                  | Надя                                                                    |
| 2017      | с  | Енджі Трайбека                | Angie Tribeca                  | Таємнича жінка / Дейрдре (1 епізод)                                     |
| 2017      | мс | Сімпсони                      | The Simpsons                   | Вірджинія Джонсон (голос, 1 епізод)                                     |
| 2013—2016 | с  | Майстри сексу                 | Masters of Sex                 | Вірджинія Джонсон                                                       |
| 2016      | ф  | Шпигуни-союзники              | Allied                         | Бріджет Ветан                                                           |
| 2016      | ф  | Ілюзія обману: Другий акт     | Now You See Me 2               | Лула Мей                                                                |
| 2015      | ф  | Ніч перед похміллям           | The Night Before               | Даяна                                                                   |
| 2014      | ф  | Інтерв'ю                      | The Interview                  | агент Лейсі                                                             |
| 2014      | тф |                               | Beef                           | Одрі                                                                    |
| 2013—2014 | с  | Ліга                          | The League                     | Ребекка Руксін (3 епізоди)                                              |
| 2014      | с  |                               | Kroll Show                     | учасниця (1 епізод)                                                     |
| 2013      | кф |                               | The Sidekick                   | Бейлі                                                                   |
| 2013      | кф |                               | Fashion Film                   |                                                                         |
| 2013      | с  |                               | Newsreaders                    | Аня Турпо (1 епізод) (Video short)2012\|Зразок 47\|Item 47\|Клер Вайс}} |
| 2012      | ф  | Королеви кантрі               | Queens of Country              | Джолін Гілліс                                                           |
| 2012      | ф  |                               | Frankie Go Boom                | Лессі                                                                   |
| 2012      | с  | Новенька                      | New Girl                       | Джулія Клірі (4 епізоди)                                                |
| 2012      | ф  | Холостячки                    | Bachelorette                   | Джина                                                                   |
| 2012      | ф  |                               | Save the Date                  | Сара                                                                    |
| 2011      | с  |                               | Wainy Days                     | Аріель (1 епізод)                                                       |
| 2011      | кф | відеофільм                    | Home for Actresses             | Ліззі                                                                   |
| 2010—2011 | с  | Дитяча лікарня                | Childrens Hospital             | Гармоні / Кейсі Кляйн (2 епізоди)                                       |
| 2011      | ф  |                               | High Road                      | Шейла                                                                   |
| 2011      | с  |                               | Mr. Sunshine                   | Вівіан Корнеллі                                                         |
| 2011      | мс | Шоу Клівленда                 | The Cleveland Show             | Патті (голос, 1 епізод)                                                 |
| 2010      | кф | Мумія! (відеофільм)           | Mummy!                         |                                                                         |
| 2010      | тф | Справжнє кохання              | True Love                      | Конні                                                                   |
| 2010      | ф  | 127 годин                     | 127 Hours                      | Соня                                                                    |
| 2009—2010 | с  | Майстри вечірок               | Party Down                     | Кейсі Кляйн (20 епізодів)                                               |
| 2010      | ф  |                               | The Last Rites of Ransom Pride | Джульєтта Фловерс                                                       |
| 2010      | ф  | Машина часу в джакузі         | Hot Tub Time Machine           | Ейпріл                                                                  |
| 2010      | кф | Успішні алкоголіки            | Successful Alcoholics          | Ліндсі                                                                  |
| 2006—2009 | мс | Американський тато!           | American Dad!                  | Деббі (голос, 4 епізоди)                                                |
| 2009      | ф  | Перетинаючи кордон            | Crossing Over                  | Марла                                                                   |
| 2008      | с  | Справжня кров                 | True Blood                     | Емі Берлі (6 епізодів)                                                  |
| 2008      | мс |                               | The Life & Times of Tim        | (голос, 1 епізод)                                                       |
| 2008      | ф  | Дівчина мого найкращого друга | My Best Friend's Girl          | Емі                                                                     |
| 2008      | ф  | Монстро                       | Cloverfield                    | Марлена                                                                 |
| 2006—2007 | с  | Клас                          | The Class                      | Кет Варблер (19 епізодів)                                               |
| 2007      | ф  | Аварія                        | Crashing                       | Жаклін                                                                  |
| 2006      | мс | Сім'янин                      | Family Guy                     | жінка, яка сперечається з Куагмайром (голос, 1 епізод)                  |
| 2005—2006 | с  |                               | Related                        | Марджі Сореллі (19 епізодів)                                            |
| 2006      | ф  | Любов — це наркотик           | Love Is the Drug               | Сара Веллер                                                             |
| 2005      | с  | Поклик Тру                    | Tru Calling                    | Евері Бішоп (4 епізоди)                                                 |
| 2004      | ф  | Погані дівчиська              | Mean Girls                     | Дженіс Іен                                                              |
| 2003      | кф |                               | Hardcore Action News           | Ліззі Лайонс                                                            |
| 2003      | с  | Пітти                         | The Pitts                      | Фейт Пітт (7 епізодів)                                                  |
| 2001—2003 | с  | Таємниці Смолвіля             | Smallville                     | Тіна Ґрір (2 епізоди)                                                   |
| 2002      | тф | Усі роблять це                | Everybody's Doing It           | Анжела                                                                  |
| 2002      | ф  | Країна чудіїв                 | Orange County                  | дівчина на вечірці                                                      |
| 2001      | кф | телефільм                     | Close to Home                  | Лі                                                                      |
| 2001      | с  |                               | Once and Again                 | Сара (1 епізод)                                                         |
| 2001      | с  |                               | Undeclared                     | красуня (1 епізод)                                                      |
| 2000      | тф |                               | From Where I Sit               | Лілі                                                                    |
| 1999—2000 | с  | Диваки і навіжені             | Freaks and Geeks               | Сара (4 епізоди)                                                        |